# Neocythere
Neocythere is een geslacht van uitgestorven kreeftachtigen uit de klasse van de Ostracoda (mosselkreeftjes).

## Soorten
- Neocythere (Neocythere) protovanveenae Kaye, 1963 †
- Neocythere (Neocythere) vanveenae Mertens, 1956 †
- Neocythere (Centrocythere) bordeti (Damotte & Grosdidier, 1963) Ainsworth, Horton & Penney, 1985 †
- Neocythere (Centrocythere) centroreticulata Ainsworth, 1986 †
- Neocythere (Centrocythere) denticulata (Mertens, 1956) Kaye, 1963 †
- Neocythere (Centrocythere) gottisi (Damotte & Grosdidier, 1963) Ainsworth, Horton & Penney, 1985 †
- Neocythere (Centrocythere) hispida Baynova, 1965 †
- Neocythere (Centrocythere) posterospinosa Weaver, 1982 †
- Neocythere (Physocythere) favosa (Mertens, 1956) Elstner & Kemper, 1989 †
- Neocythere (Physocythere) fornicata Holden, 1964 †
- Neocythere (Physocythere) grekoffi Damotte, 1971 †
- Neocythere (Physocythere) hirsuta Donze, 1965 †
- Neocythere (Physocythere) imperfecta (Damotte, 1965) Damotte, 1971 †
- Neocythere (Physocythere) minuticosta Szczechura, 1965 †
- Neocythere (Physocythere) semilaeva Kaye, 1963 †
- Neocythere (Physocythere) tenuis Kaye, 1965 †
- Neocythere (Physocythere) tumida Kubiatowicz, 1983 †
- Neocythere antrimensis Keen & Siddiqui, 1971 †
- Neocythere bisulcata Rosenfeld, 1974 †
- Neocythere carcavelosensis Andreu, 1983 †
- Neocythere complicata (Ruggieri, 1953) Wilkinson, 1980 †
- Neocythere dispar Donze, 1965 †
- Neocythere ehrlichae Rosenfeld, 1974 †
- Neocythere elegantia Ainsworth, 1986 †
- Neocythere elongata (Colin, 1974) Babinot, Colin & Damotte, 1985 †
- Neocythere flandrini Donze, 1964 †
- Neocythere hevyonensis Rosenfeld, 1974 †
- Neocythere inornata (Colin, 1974) Babinot, Colin & Damotte, 1985 †
- Neocythere kayei Weaver, 1982 †
- Neocythere laurae Honigstein & Rosenfeld, 1986 †
- Neocythere mertensi Oertli, 1958 †
- Neocythere nobilis Rosenfeld & Raab, 1984 †
- Neocythere protovanveenae Kaye, 1963 †
- Neocythere pseudovanveenae Gruendel, 1966 †
- Neocythere rajasthanensis Kulshreshtha, Sing & Tehari, 1985 †
- Neocythere rugosa Rosenfeld & Raab, 1984 †
- Neocythere saccata (Marsson, 1880) Herrig, 1966 †
- Neocythere sanninensis Damotte & Saint-Marc, 1972 †
- Neocythere semiconcentrica (Mertens, 1956) Weaver, 1982 †
- Neocythere socata (Gruendel, 1966) Kemper, 1971 †
- Neocythere steghausi (Mertens, 1956) Weaver, 1982 †
- Neocythere vanveenae Mertens, 1956 †
- Neocythere verbosa (Damotte, 1962) Babinot, Colin & Damotte, 1985 †